# Gerd Wendt
Gerd Wendt (* 6. November 1945) ist ein ehemaliger deutscher Badmintonspieler.

## Karriere
In seinem Geburtsort Tröbitz erlernte er das Badminton-Spiel in der BSG Aktivist Tröbitz. Für diesen Verein erkämpfte er auch alle seine sportlichen Erfolge. Seine ersten Lorbeeren erntete er beim FDJ-Pokal 1963, wo er mit dem Team der Betriebssportgemeinschaft siegreich war. Im gleichen Jahr gewann er auch Bronze bei den DDR-Mannschaftsmeisterschaften der Jugend, im darauffolgenden Jahr sogar Gold. Erst im Alter von 30 Jahren erkämpfte er sich seinen größten sportlichen Erfolg, wo er erneut mit der Mannschaft aus Tröbitz, mittlerweile als BSG Fortschritt firmierend, Rang vier in der höchsten Spielklasse der DDR belegte. Bis Mitte der 1980er Jahre gehörte Wendt zu den Spitzenspielern des Bezirkes Cottbus, an die Erfolge der 1970er Jahre konnte er jedoch nicht mehr anknüpfen.
Gerd Wendt lebt auch heute noch in Tröbitz.

## Sportliche Erfolge
| Veranstaltung | Saison                                  | Disziplin  | Platz | Name |
| ------------- | --------------------------------------- | ---------- | ----- | --- |
| 1962/1963     | DDR-Mannschaftspokal Jugend (FDJ-Pokal) | Mannschaft | 1     | Aktivist Tröbitz (Jürgen Bommel, Siegfried Kirmse, Harry Deinert, Heidrun Hapke, Klaus-Peter Färber, Gerd Wendt, Gerlinde Krusche)                                 |
| 1962/1963     | DDR-Mannschaftsmeisterschaft Jugend     | Mannschaft | 3     | Aktivist Tröbitz (Jürgen Bommel, Klaus-Peter Färber, Gerd Wendt, Siegfried Kirmse, Harry Deinert, Heidrun Hapke, Gerlinde Krusche)                                 |
| 1963/1964     | DDR-Mannschaftsmeisterschaft Jugend     | Mannschaft | 1     | Aktivist Tröbitz (Jürgen Bommel, Klaus-Peter Färber, Gerd Wendt, Siegfried Kirmse, Hubert Höhne, Heidrun Hapke, Gerlinde Krusche)                                  |
| 1975/1976     | DDR-Mannschaftsmeisterschaft            | Mannschaft | 4     | Fortschritt Tröbitz (Joachim Schimpke, Roland Riese, Harald Richter, Manfred Kaulisch, Werner Michael, Gerd Wendt, Gottfried Seemann, Christine Ober, Carmen Ober) |